# منتخب باراغواي لكرة الطائرة للسيدات
منتخب باراغواي الوطني لكرة الطائرة للسيدات (بالإسبانية: Selección femenina de voleibol de Paraguay)‏ هو ممثل باراغواي الرسمي في المنافسات الدولية في كرة طائرة في فئة كرة الطائرة للسيدات.